# Federico Anselmo
Federico Marcelo Anselmo (17 aprile 1994) è un calciatore argentino, attaccante del San Martín (SJ).

## Caratteristiche tecniche
È un mediano.

## Carriera
Cresciuto nelle giovanili dell'Estudiantes (LP), ha esordito il 5 ottobre 2014 in occasione del match vinto 2-1 contro l'Olimpo

## Statistiche

### Presenze e reti nei club
Statistiche aggiornate al 23 marzo 2018.
| Stagione           | Squadra            | Campionato         | Campionato | Campionato | Coppe nazionali | Coppe nazionali | Coppe nazionali | Coppe continentali | Coppe continentali | Coppe continentali | Altre coppe | Altre coppe | Altre coppe | Totale | Totale | Totale |
| Stagione           | Squadra            | Comp               | Pres       | Reti       | Comp            | Pres            | Reti            | Comp               | Pres               | Reti               | Comp        | Pres        | Reti        | Pres   | Reti   |        |
| ------------------ | ------------------ | ------------------ | ---------- | ---------- | --------------- | --------------- | --------------- | ------------------ | ------------------ | ------------------ | ----------- | ----------- | ----------- | ------ | ------ | ------ |
| 2014               | Estudiantes (LP)   | PD                 | 1          | 0          |                 | -               | -               | CS                 | 0                  | 0                  |             | -           | -           | 1      | 0      |        |
| 2015               | Estudiantes (LP)   | PD                 | 5          | 0          | CA              | 1               | 0               | CL                 | 0                  | 0                  |             | -           | -           | 6      | 0      |        |
| Totale Estudiantes | Totale Estudiantes | Totale Estudiantes | 6          | 1          |                 | 1               | 0               |                    | 0                  | 0                  |             | -           | -           | 7      | 1      |        |
| 2016               | Atlético Rafaela   | PD                 | 14         | 5          | CA              | 1               | 0               |                    | -                  | -                  |             | -           | -           | 15     | 5      |        |
| 2016-2017          | Unión (SF)         | PD                 | 17         | 1          | CA              | 0               | 0               |                    | -                  | -                  |             | -           | -           | 17     | 1      |        |
| ago.-dic. 2017     | Argentinos Juniors | PD                 | 3          | 0          | CA              | 0               | 0               |                    | -                  | -                  |             | -           | -           | 3      | 0      |        |
| Totale carriera    | Totale carriera    | Totale carriera    | 40         | 6          |                 | 2               | 0               |                    | 0                  | 0                  |             | -           | -           | 42     | 6      |        |